# Glazbena nagrada Herbert von Karajan
Glazbena nagrada Herbert von Karajan (njem. Herbert-von-Karajan-Musikpreis) je godišnja nagrada koju izvrsnim glazbenicima, glazbenim ansamblima ili orkestrima dodjeljuje privatna Kulturna zaklada »Kazalište Baden-Baden« (Kulturstiftung Festspielhaus Baden-Baden). Nagrada je prvi puta dodijeljena 2003. godine njemačkoj violinistici Anni-Sophii Mutter.
Novčani fond nagrade koja nosi ime Herberta von Karajana, jednoga od najznačajnijih dirigenata 20. stoljeća, zasad je 50.000 eura. Dobitnici nagrade obvezni su taj iznos usmjeriti u različite projekte glazbenoga obrazovanja i programe pomoći mladim glazbenicima.

## Dobitnice i dobitnici
- 2003. – Anne-Sophie Mutter
- 2004. – Berlinski filharmoničari
- 2005. – Jevgenij Kissin
- 2006. – Valerij Gergijev
- 2007. – John Neumeier
- 2008. – Alfred Brendel
- 2009. – Thomas Quasthoff
- 2010. – Daniel Barenboim
- 2011. – Helmuth Rilling
- 2012. – Cecilia Bartoli
- 2013. – Edita Gruberova[1]
- 2014. – Bečki filharmoničari[2]
- 2015. – Thomas Hengelbrock[3]

## Vanjske poveznice
- Festspielhaus Baden-Baden –Glazbena nagrada "Herbert von Karajan"  Arhivirana inačica izvorne stranice od 19. travnja 2015. (Wayback Machine) (njem.) (engl.) (fr.) (šp.) (rus.) (jap.)
- Festspielhaus Baden-Baden (službena stranica) (njem.) (engl.) (fr.) (šp.) (rus.) (jap.)
- Herbert von Karajan (službena stranica)  Arhivirana inačica izvorne stranice od 18. veljače 2021. (Wayback Machine) (njem.) (engl.) (fr.)